# Paul Costello
Pour les articles homonymes, voir Costello.
Paul Vincent Costello est un rameur américain né le 27 décembre 1894 à Philadelphie et mort le 17 avril 1986 dans cette même ville, qui s'est illustré dans les années 1920 en deux de couple en remportant la médaille d'or dans cette catégorie durant trois olympiades successives. Il a également obtenu des titres nationaux en skiff.
Costello a remporté le deux de couple avec son cousin John Kelly aux jeux olympiques d'Anvers en 1920 et Jeux olympiques de Paris en 1924. La presse a beaucoup plus médiatisé la victoire de son partenaire car il avait remporté de son côté une deuxième médaille en or en 1920 en individuel et il était le père de Grace Kelly
En 1928, il remporte Jeux olympiques d'Amsterdam avec un nouveau partenaire Charles McIlvaine